# Bundestagswahlkreis Neuwied
Der Wahlkreis Neuwied (Wahlkreis 196; bis zur Bundestagswahl 2021 Wahlkreis 197) ist ein Bundestagswahlkreis in Rheinland-Pfalz. Er umfasst die Landkreise Neuwied und Altenkirchen (Westerwald).

## Wahlkreisgeschichte
| Wahl      | Wahlkreisname                 | Gebiet                                                 |
| --------- | ----------------------------- | ------------------------------------------------------ |
| 1949      | 1 Altenkirchen (Westerwald)   | Landkreis Altenkirchen (Westerwald), Landkreis Neuwied |
| 1953–1961 | 148 Altenkirchen (Westerwald) | Landkreis Altenkirchen (Westerwald), Landkreis Neuwied |
| 1965–1976 | 148 Neuwied                   | Landkreis Altenkirchen (Westerwald), Landkreis Neuwied |
| 1980–1998 | 146 Neuwied                   | Landkreis Altenkirchen (Westerwald), Landkreis Neuwied |
| 2002      | 200 Neuwied                   | Landkreis Altenkirchen (Westerwald), Landkreis Neuwied |
| 2005      | 199 Neuwied                   | Landkreis Altenkirchen (Westerwald), Landkreis Neuwied |
| 2009–2013 | 198 Neuwied                   | Landkreis Altenkirchen (Westerwald), Landkreis Neuwied |
| 2017–2021 | 197 Neuwied                   | Landkreis Altenkirchen (Westerwald), Landkreis Neuwied |
| 2025–     | 196 Neuwied                   | Landkreis Altenkirchen (Westerwald), Landkreis Neuwied |

## Wahlkreisabgeordnete
| Wahl | Abgeordneter | Abgeordneter           | Partei | Stimmen in % |
| ---- | ------------ | ---------------------- | ------ | ------------ |
| 1949 |              | Franz-Josef Wuermeling | CDU    |              |
| 1953 |              | Franz-Josef Wuermeling | CDU    |              |
| 1957 |              | Franz-Josef Wuermeling | CDU    |              |
| 1961 |              | Franz-Josef Wuermeling | CDU    |              |
| 1965 |              | Franz-Josef Wuermeling | CDU    |              |
| 1969 |              | Walter Hallstein       | CDU    |              |
| 1972 |              | Klaus Immer            | SPD    |              |
| 1976 |              | Heinz Schwarz          | CDU    |              |
| 1980 |              | Heinz Schwarz          | CDU    |              |
| 1983 |              | Heinz Schwarz          | CDU    |              |
| 1987 |              | Heinz Schwarz          | CDU    |              |
| 1990 |              | Ulrich Schmalz         | CDU    |              |
| 1994 |              | Ulrich Schmalz         | CDU    |              |
| 1998 |              | Ludwig Eich            | SPD    |              |
| 2002 |              | Sabine Bätzing         | SPD    |              |
| 2005 |              | Sabine Bätzing         | SPD    |              |
| 2009 |              | Erwin Rüddel           | CDU    | 39,2         |
| 2013 | 46,9         | Erwin Rüddel           | CDU    |              |
| 2017 | 43,2         | Erwin Rüddel           | CDU    |              |
| 2021 | 31,9         | Erwin Rüddel           | CDU    |              |
| 2025 |              | Ellen Demuth           | CDU    | 35,6         |

## Wahlergebnisse

### Bundestagswahl 2025
| Kandidaten                                             | Kandidaten                | Parteien/Listen       | Erststimmen | Erststimmen | Zweitstimmen | Zweitstimmen |
| Kandidaten                                             | Kandidaten                | Parteien/Listen       | Stimmen     | %           | Stimmen      | %            |
| ------------------------------------------------------ | ------------------------- | --------------------- | ----------- | ----------- | ------------ | ------------ |
|                                                        | Jan Hellinghausen         | SPD                   | 42.314      | 22,0        | 35.679       | 18,5         |
|                                                        | Ellen Demuthgewählt im WK | CDU                   | 68.501      | 35,6        | 62.296       | 32,3         |
|                                                        | Thorben Thieme            | Bündnis 90/Die Grünen | 11.921      | 6,2         | 15.674       | 8,1          |
|                                                        | Sandra Weeser             | FDP                   | 6.858       | 3,6         | 8.488        | 4,4          |
|                                                        | Andreas Bleck             | AfD                   | 40.365      | 21,0        | 41.999       | 21,7         |
|                                                        | Julia Eudenbach           | Die Linke             | 9.689       | 5,0         | 11.695       | 6,1          |
|                                                        | Carsten Zeuch             | Freie Wähler          | 4.345       | 2,3         | 3.234        | 1,7          |
|                                                        | –                         | Tierschutzpartei      | –           | –           | 2.374        | 1,2          |
|                                                        | –                         | Die PARTEI            | –           | –           | 899          | 0,5          |
|                                                        | René Krämer               | Volt                  | 1.955       | 1,0         | 1.178        | 0,6          |
|                                                        | –                         | ÖDP                   | –           | –           | 239          | 0,1          |
|                                                        | –                         | MLPD                  | –           | –           | 52           | 0,0          |
|                                                        | –                         | Bündnis Deutschland   | –           | –           | 280          | 0,1          |
|                                                        | Nalan Özcan               | BSW                   | 6.445       | 3,3         | 9.017        | 4,7          |
| Gesamt                                                 | Gesamt                    | Gesamt                | 192.393     | 100         | 193.104      | 100          |
|                                                        |                           |                       |             |             |              |              |
| Ungültige Stimmen                                      | Ungültige Stimmen         | Ungültige Stimmen     | 1.931       | 1,0         | 1.220        | 0,6          |
| Wähler                                                 | Wähler                    | Wähler                | 194.324     | 82,3        | 194.324      | 82,3         |
| Wahlberechtigte                                        | Wahlberechtigte           | Wahlberechtigte       | 236.097     |             | 236.097      |              |
|                                                        |                           |                       |             |             |              |              |
| Quellen: Die Bundeswahlleiterin, Kandidaten – Ergebnis |                           |                       |             |             |              |              |

### Bundestagswahl 2021
Die Bundestagswahl 2021 fand am Sonntag, dem 26. September 2021, statt.
| Direktkandidat     | Partei                          | Erststimmen in % | Zweitstimmen in % |
| ------------------ | ------------------------------- | ---------------- | ----------------- |
| Erwin Rüddel       | CDU                             | 31,9             | 26,8              |
| Martin Diedenhofen | SPD                             | 30,2             | 30,0              |
| Andreas Bleck      | AfD                             | 9,4              | 9,7               |
| Sandra Weeser      | FDP                             | 8,9              | 11,5              |
| Kevin Lenz         | GRÜNE                           | 9,2              | 10,5              |
| Jochen Bülow       | DIE LINKE                       | 2,8              | 3,0               |
| Marianne Altgeld   | FREIE WÄHLER                    | 4,5              | 3,3               |
| Christian Link     | Die PARTEI                      | 1,5              | 1,0               |
| –                  | PIRATEN                         | –                | 0,4               |
| –                  | ÖDP                             | –                | 0,1               |
| –                  | NPD                             | –                | 0,1               |
| –                  | V-Partei³                       | –                | 0,1               |
| –                  | MLPD                            | –                | 0,0               |
| Klaus D. Asbach    | dieBasis                        | 1,2              | 1,3               |
| –                  | DiB                             | –                | 0,1               |
| –                  | LKR                             | –                | 0,0               |
| –                  | Die Humanisten                  | –                | 0,1               |
| –                  | Tierschutzpartei                | –                | 1,4               |
| –                  | Team Todenhöfer                 | –                | 0,4               |
| –                  | Volt                            | –                | 0,3               |
| Markus Erdmann     | Einzelbewerber (Klimaliste RLP) | 0,1              | –                 |
| Norbert Schmitt    | UNABHÄNGIGE                     | 0,3              | –                 |

### Bundestagswahl 2017
Die Bundestagswahl 2017 fand am Sonntag, dem 24. September 2017, statt. Erwin Rüddel wurde, wie bereits 2009 und 2013, wiedergewählt.
| Direktkandidat         | Partei                    | Erststimmen in % | Zweitstimmen in % |
| ---------------------- | ------------------------- | ---------------- | ----------------- |
| Erwin Rüddel           | CDU                       | 43,2             | 38,2              |
| Martin Diedenhofen     | SPD                       | 28,6             | 25,4              |
| Anna Neuhof            | Bündnis 90/Die Grünen     | 5,3              | 6,0               |
| Sandra Weeser          | FDP                       | 6,1              | 10,1              |
| Jochen Bülow           | Die Linke                 | 5,3              | 6,3               |
| Andreas Bleck          | AfD                       | 9,5              | 10,8              |
| –                      | Piratenpartei Deutschland | –                | 0,4               |
| Sascha Müller          | Freie Wähler              | 1,8              | 1,1               |
| –                      | NPD                       | –                | 0,3               |
| –                      | ÖDP                       | –                | 0,2               |
| Johann-Albrecht Rommel | MLPD                      | 0,1              | 0,0               |
| –                      | BGE                       | –                | 0,2               |
| –                      | Die PARTEI                | –                | 0,8               |
| –                      | V-Partei³                 | –                | 0,2               |

Sandra Weeser konnte über die FDP-Landesliste (Platz 2) und Andreas Bleck über die AfD-Landesliste (Platz 3) in den Bundestag einziehen.

### Bundestagswahl 2013
Die Bundestagswahl 2013 fand am Sonntag, dem 22. September 2013, statt.
Es traten 14 Parteien in Rheinland-Pfalz landesweit gegeneinander an. Dies entschied der Landeswahlausschuss in einer öffentlichen Sitzung am 26. Juli 2013 in Mainz. Damit erhielten alle Parteien eine Zulassung, die fristgerecht bis zum 15. Juli ihre Landeslisten und weitere Unterlagen eingereicht hatten.
Die Reihenfolge der zugelassenen Landeslisten auf dem Stimmzettel richtet sich zunächst nach der Zahl der Zweitstimmen, die die jeweilige Partei bei der letzten Bundestagswahl im Land erreicht hat (Listenplätze 1 – 10):
CDU, SPD, FDP, GRÜNE, Die Linke, PIRATEN, NPD, REP, ÖDP und MLPD. Neu kandidierende Listen schließen sich in alphabetischer Reihenfolge ihres Namens an (Listenplätze 11 – 14): Alternative für Deutschland (AfD), Bürgerbewegung pro Deutschland (pro Deutschland), Freie Wähler und die Partei der Vernunft.
| Direktkandidat               | Partei                         | Erststimmen in % | Zweitstimmen in % |
| ---------------------------- | ------------------------------ | ---------------- | ----------------- |
| Erwin Rüddel                 | CDU                            | 46,9             | 45,6              |
| Sabine Bätzing-Lichtenthäler | SPD                            | 37,3             | 28,6              |
| Sandra Weeser                | FDP                            | 2,3              | 4,7               |
| Elisabeth Bröskamp           | Bündnis 90/Die Grünen          | 4,0              | 6,2               |
| Jochen Bülow                 | Die Linke                      | 4,5              | 5,2               |
| Peter König                  | Piratenpartei                  | 2,0              | 1,9               |
| Uwe Weber                    | NPD                            | 1,3              | 0,9               |
| —                            | Die Republikaner               | —                | 0,2               |
| —                            | ÖDP                            | —                | 0,2               |
| —                            | MLPD                           | —                | 0,0               |
| —                            | AfD                            | —                | 5,1               |
| —                            | Bürgerbewegung pro Deutschland | —                | 0,2               |
| Oliver Weihrauch             | Freie Wähler                   | 1,8              | 1,0               |
| —                            | Partei der Vernunft            | —                | 0,2               |

Sabine Bätzing-Lichtenthäler konnte über die SPD-Landesliste (Platz 3) in den Bundestag einziehen.

### Bundestagswahl 2009
Bei der Bundestagswahl 2009 waren 242.568 Einwohner wahlberechtigt, die Wahlbeteiligung lag bei 71,2 Prozent und hatte folgendes Ergebnis:
| Direktkandidat    | Partei                | Erststimmen in % | Zweitstimmen in % | Bundestagswahl 2005 Zweitstimmen in % |
| ----------------- | --------------------- | ---------------- | ----------------- | ------------------------------------- |
| Erwin Rüddel      | CDU                   | 39,2             | 36,0              | 38,6                                  |
| Sabine Bätzing    | SPD                   | 36,4             | 24,9              | 35,8                                  |
| Elke Hoff         | FDP                   | 10,6             | 16,9              | 11,2                                  |
| Hildegard Lingnau | Bündnis 90/Die Grünen | 5,6              | 8,2               | 6,1                                   |
| Olcay Kanmaz      | Die Linke.            | 6,7              | 9,0               | 5,1                                   |
| Christian Bieler  | NPD                   | 1,4              | 1,1               | 1,0                                   |
| -                 | REP                   | -                | 0,4               | 0,4                                   |
| -                 | FAMILIE               | -                | 0,9               | 0,9                                   |
| -                 | PBC                   | -                | 0,6               | 0,8                                   |
| -                 | MLPD                  | -                | 0,0               | 0,1                                   |
| -                 | DVU                   | -                | 0,1               | -                                     |
| -                 | ödp                   | -                | 0,2               | -                                     |
| -                 | PIRATEN               | -                | 1,6               | -                                     |

Sabine Bätzing (SPD) und Elke Hoff (FDP) sind über die jeweiligen Landeslisten in den Bundestag eingezogen.